# Premios Tu Música Urbano
Los Premios Tu Música Urbano son unos galardones concebidos por la cadena de televisión Telemundo Internacional en América Latina y Telemundo en Estados Unidos para reconocer a los artistas que «trascendieron e impulsaron el éxito de la música urbana latina en todo el mundo».El espectáculo se realiza anualmente en el Coliseo de Puerto Rico José Miguel Agrelot desde el año 2019, producido por Telemundo, Sora & Company y Mr. & Mrs. Entertainment.Los Premios fueron creados en respuesta a la falta de representación de artistas de reguetón y trap latino en las categorías principales de los Premios Grammy Latinos y la ausencia de una categoría urbana latina separada en los Premios Grammy.

## Historia
Tras la exclusión de las nominaciones urbanas en las categorías de álbum, grabación y canción del año de los Premios Grammy Latinos del año 2019, el cantante colombiano J Balvin publicó una imagen que muestra un gramófono tachado con la leyenda “Sin reggaetón, no hay Latin Grammys [Sic]”.El mensaje pronto fue respaldado por otros artistas del reguetón, entre los raperos puertorriqueños Daddy Yankee, Tego Calderón,  Nicky Jam, los cantantes colombianos Karol G y Maluma y el cantante puertorriqueño Farruko, quienes criticaron su falta de nominaciones a pesar de ser uno de los géneros populares más destacados en el mundo.
La vicepresidenta del área de música latina de Billboard, Leila Cobo, apoyó su descontento y escribió que «la Academia Latina nunca ha mostrado mucho cariño por el reggaetón como género» y propuso la creación de un «grupo de trabajo de reggaetón de los Latin Grammy para fomentar la diversidad».La Academia Latina de Artes y Ciencias de la Grabación respondió a la polémica afirmando que sus integrantes «seleccionan lo que creen que amerita una nominación» e invitó a los «líderes de la comunidad urbana» a involucrarse con el proceso de nominación, ya que «muchos» reguetoneros no estaban registrados en los Latin Grammy votantes y «muchas discográficas y productores independientes [no tenían] noción del proceso de presentación de productos y convertirse en miembros con derecho a voto».
La Academia Latina de Artes y Ciencias de la Grabación también fue acusada de «blanqueo» debido a que los artistas españoles Alejandro Sanz y Rosalía recibieron la mayor cantidad de nominaciones en los Premios Grammy Latinos 2019.La Recording Academy de los Premios Grammy también fue criticada en su categoría de Mejor Álbum de Rock Latino, Alternativo o Urbano, a lo que Rebeca León, mánager de J Balvin y miembro del grupo de trabajo de diversidad e inclusión de la academia, se refirió a la banda mexicana de rock Zoé compitiendo contra J Balvin o el grupo estadounidense de pop rock Panic! at the Disco contra el rapero Travis Scott.También cuestionó la ausencia de una categoría urbana latina separada.Suzy Expósito de Rolling Stone criticó la categoría de Mejor Álbum de Rock Latino, Alternativo o Urbano por ser una mezcolanza.
En respuesta a la falta de nominados y Premios para el reguetón y el trap latino en los Premios Grammy y Premios Grammy Latinos, Telemundo (Puerto Rico) anunció los Premios Tu Música Urbano para honrar a los artistas de la música urbana latina.Anteriormente, a mediados de los años 2000, se llevó a cabo una entrega de Premios de orientación urbana latina de corta duración, People's Choice Reggaetón & Urban Awards, en el Coliseo José Miguel Agrelot, pero se canceló debido a errores de producción y la ausencia de artistas famosos.También hubo una categoría separada de Mejor Álbum Urbano Latino en los Premios Grammy durante dos años antes de fusionarse con la categoría de Mejor Interpretación Alternativa/Rock Latino en el año 2010.La primera edición se llevó a cabo el 21 de marzo de 2019, también en el Coliseo José Miguel Agrelot.
Tras la polémica, se crearon las categorías Mejor interpretación reggaetón y Mejor Canción de Rap/Hip Hop para la 21.ª Entrega de los Premios Grammy Latinos donde J Balvin, Karol G, Maluma, los puertorriqueños Daddy Yankee, Anuel AA, Bad Bunny y Ozuna, el productor puertorriqueño Tainy y el productor colombiano Sky Rompiendo recibieron nominaciones a Álbum, Grabación y/o Canción del Año.J Balvin fue el artista más nominado de la edición, seguido de Bad Bunny, Ozuna y Anuel AA.Gabriel Abaroa Jr., presidente de la Academia Latina de la Grabación, afirmó que «[ellos] continuaron participando en discusiones con [sus] miembros para mejorar el proceso de premiación» y que ahora están «comprometidos, mejor informados y comprometidos a elevar y honrar excelencia musical en todos los géneros de la música latina».La Academia Latina de Artes y Ciencias de la Grabación agregó la categoría de Mejor Álbum de Música Urbana para la 64.ª edición de los Premios Grammy.

## Votación
El sistema se basa en un pool de votantes compuesto por 200 productores, influencers, directores de radio y programadores, todos ellos especializados en música urbana.La coproductora del evento, Shirley Rodríguez, ha afirmado que "se tienen en cuenta las ventas, las descargas y el streaming para tomar la decisión final".

## Ceremonias
| # | Año  | Artista del año         | Álbum del año                                                                                             | Canción del año                            | Múltiples galardones     | Recinto                                    | Ref.   |
| - | ---- | ----------------------- | --- | ------------------------------------------ | ------------------------ | ------------------------------------------ | ------ |
| 1 | 2019 | Ozuna                   | Aura —Ozuna                                                                                               | «Dura» —Daddy Yankee                       | Ozuna (6)                | Coliseo de Puerto Rico José Miguel Agrelot | [ 16 ] |
| 2 | 2020 | Daddy Yankee            | Oasis —Bad Bunny y J Balvin (masculino) Iluminatti —Natti Natasha (femenino)                              | «Con calma» —Daddy Yankee                  | Daddy Yankee y Ozuna (6) | Coliseo de Puerto Rico José Miguel Agrelot | [ 17 ] |
| 3 | 2022 | Karol G                 | Legendaddy —Daddy Yankee (masculino) KG0516 —Karol G (femenino)                                           | «¿Qué más pues?» —J Balvin y María Becerra | Karol G (9)              | Coliseo de Puerto Rico José Miguel Agrelot | [ 18 ] |
| 4 | 2023 | Karol G                 | Feliz cumpleaños, Ferxxo, te pirateamos el álbum —Feid (masculino) Mañana será bonito —Karol G (femenino) | «Provenza» —Karol G                        | Karol G (6)              | Coliseo de Puerto Rico José Miguel Agrelot | [ 19 ] |
| – | 2024 | No se realizó el evento | No se realizó el evento                                                                                   | No se realizó el evento                    | No se realizó el evento  | No se realizó el evento                    | [ 20 ] |
| 5 | 2025 | Por celebrarse          | Por celebrarse                                                                                            | Por celebrarse                             | Por celebrarse           | Vivo Beach Club                            |        |

## Categorías
Las obras musicales que no están restringidas por edad, género u otros criterios están nominadas en las categorías Artista, Canción, Colaboración, Remix, Productor, Compositor y Video del año.La categoría Álbum del Año se dividió en masculina y femenina desde la segunda edición de los Premios.También se abrió una categoría relacionada con la música cristiana,que también reconoce a los artistas urbanos de este nicho musical.La mayoría están restringidas por edad, género y nacionalidad.Se otorgan Premios especiales para reconocer carreras y esfuerzos humanitarios.